# Мэдисон, Гай
Гай Мэдисон (англ. Guy Madison), имя при рождении Роберт Озелл Моузли (англ.  Robert Ozell Moseley; 19 января 1922 — 6 февраля 1996) — американский актёр кино и телевидения 1940—1980-х годов.
За годы своей кинокарьеры Мэдисон сыграл в таких фильмах, как «С тех пор как вы ушли» (1944), «До конца времён» (1946), «Медовый месяц» (1947), «Погоня на реке Фетер» (1953), «Капитан» (1954), «Пятеро против казино» (1955), «Последняя граница» (1955), «Расправа!» (1956), «Чудовище пещерной горы» (1956) и «Виннету, вождь апачей» (1964). С 1961 по 1974 год Мэдисон снимался преимущественно в Италии, где сыграл более чем в 20 фильмах.
Более всего американскому зрителю Мэдисон известен по исполнению заглавной роли в популярном вестерн-телесериале «Приключения Дикого Билла Хикока» (1951—1958).

## Ранние годы жизни и начало карьеры
Гай Мэдисон родился 19 января 1922 года в небольшом посёлке Пампкин-Сентер (англ.  Pumpkin Center) недалеко от Бейкерсфилда, штат Калифорния, США. Его имя при рождении — Роберт Озелл Моузли. У него также были сестра Розмари и три брата — Уэйн Мэллори, ставший актёром, Гарольд и Дэвид.
После окончания профессиональной школы в Бейкерсфилде Мэдисон работал телефонным оператором. В 1942 году во время Второй мировой войны он поступил на службу в морскую пехоту (по другим сведениям, он служил в береговой охране или в Военно-морском флоте).
Во время одного из увольнений Мэдисон приехал в Голливуд, где в качестве зрителя в аудитории пришёл на запись радиопрограммы Lux Radio Theatre. Там его заметил Генри Уилсон, помощник продюсера Дэвида О. Селзника, который порекомендовал парня своему боссу. Согласно другой версии, фотография Мэдисона в военно-морском журнале привлекла внимание голливудской искательницы талантов Хелен Эйнсворт (англ. Helen Ainsworth), которая порекомендовала его Дэвиду О. Селзнику.

## Карьера в кинематографе
В 1943 году Селзник продюсировал драму об американском тыле во время Второй мировой войны «С тех пор как вы ушли» (1944), и ему требовался неизвестный актёр на небольшую, но заметную роль моряка в увольнении, который в боулинг-клубе пристаёт с разговорами к героям Дженнифер Джонс и Роберта Уокера. Продюсер посчитал, что Мэдисон, который в то время ещё носил имя Роберт Моузли, отлично подходит на эту роль, и быстро подписал с ним контракт, сменив ему имя на Гай Мэдисон. В этом фильме Мэдисон появляется на экране всего на три минуты (без упоминания в титрах), но благодаря своей красоте и молодости он обратил на себя внимание кинозрителей, в результате чего на студию поступило 43 тысячи писем от поклонников.
Закончив вскоре воинскую службу, Мэдисон пришёл к Селзнику, который отдал его в аренду на студию RKO Pictures для съёмок в скромной, привлекательной мелодраме «До конца времён» (1946) о судьбе нескольких вернувшихся с войны солдат с Дороти Макгуайр и Робертом Митчемом в главных ролях. Макгуайр сыграла военную вдову, которая переживает по поводу того, есть ли у неё моральное право начать новую жизнь с вернувшимся с войны солдатом и бывшим студентом в исполнении Мэдисона. Как отмечено в рецензии Turner Classic Movies, «картина оказалась популярной, а Мэдисон проявил теплоту и искренность, несмотря на то, что его актёрские способности и опыт были несколько ограничены по сравнению с его более способными коллегами по фильму». В частности, рецензент «Нью-Йорк Таймс» заключил, что Мэдисон — «представительный юноша, но ему ещё многому предстоит научиться в плане актёрского мастерства».
На следующий год, снова в аренде на RKO, Мэдисон сыграл жениха в романической комедии «Медовый месяц» (1947), действие которого происходило в Мехико. Несмотря на участие таких популярных актёров, как Ширли Темпл и Франшо Тоун, фильм был прохладно принят критикой и провалился в прокате. Как отметил современный обозреватель «Нью-Йорк Таймс» Уильям Граймс, «приятная внешность не могла скрыть деревянного актёрского стиля Мэдисона, и в конце 1940-х годов его карьера пошла на спад».
В последующие годы Мэдисон сыграл в таких незапоминающихся фильмах категории В, как романтическая комедия Уильяма Касла «Техас, Бруклин и небеса» (1948), вестерн «Смертельная река» (1949) с участием Рори Кэлхуна и вестерн с участием Джеймса Крейга «Барабаны глубокого юга» (1951).
В 1951 году, когда, казалось, карьера Мэдисона переживала спад, он получил предложение от телевидения сыграть заглавную роль в вестерн-сериале «Дикий Билл Хикок». Сериал оказался настолько успешным, что продержался на экране вплоть до 1958 года, и Мэдисон сыграл во всех 112 его эпизодах.
Как пишет Граймс, "популярность Мэдисона в роли Хикока принесла ему главную роль в трёхмерном широкоформатном вестерне студии Warner Bros. «Погоня на реке Фетер» (1953). Успех этого фильма категории А, где его партнёршей была Вера Майлз, дал Мэдисону «новую жизнь в Голливуде в качестве молчаливого героя боевиков, обычно это были вестерны». Год спустя студия 20th Century Fox сняла его в своём широкоэкранном вестерне «Команда» (1954).
По мнению обозревателя Turner Classic Movies, «среди лучших и более амбициозных фильмов Мэдисона в этот период были также эпический вестерн Энтони Манна „Последняя граница“ (1955) с участием Вмктора Мэтьюра и поразительная нуарная криминальная драма Фила Карлсона „Пятеро против казино“ (1955)». Кинообозреватель «Нью-Йорк Таймс» А. Х. Вейлер назвал последнюю картину «напряжённым небольшим фильмом с быстрой режиссурой, свежими, богатыми идиомами и по-настоящему смешными репликами», отметив, что как «на остросюжетное развлечение на этот фильм вполне можно сделать ставки». Вейлер также отметил «захватывающую команду» исполнителей главных ролей, в том числе «отличную игру Гая Мэдисона в роли уравновешенного и преданного друга, который вместе со своей невестой (Ким Новак) борется против втягивания их компании в ужасающее и неприемлемое ограбление».
В 1956 году в драме Twentieth Century Fox «На пороге космоса» (1956) Мэдисон сыграл главную роль врача-исследователя, который принимает решение стать испытателем экспериментального катапультируемого кресла для сверхзвуковых самолётов и космических кораблей. Он также сыграл главные роли в фантастическом фильме ужасов «Чудовище пещерной горы» (1956), вестернах «Расправа!» (1957), «Суровый человек» (1957) с Валери Френч и «Кнут» (1958), где его партнёршей была Ронда Флеминг. Как отмечено на TCM, «попытки Мэдисона выйти за рамки экшнов, такие как скучная мыльная опера „Хильда Крейн“ (1956) с участием Джин Симмонс, не увенчались успехом, но Мэдисон продолжал работать в этом направлении до 1960 года».
После завершения работы в сериале «Дикий Билл Хикок» в 1958 году Мэдисон столкнулся с тем, что в США рынок фильмов категории В и небольших киновестернов угасал по мере того, как телевидение выпускало всё больше собственных вестерн-сериалов. Так как для него было мало работы, Мэдисон отправился в Европу, где почти на десятилетие стал звездой итальянских спагетти-вестернов и немецких приключенческих костюмированных лент 1960-х годов. Среди его многочисленных фильмов этого периода были историческая драма «Розмунда и Альбоино» (1961), в которой снимался также Джек Пэланс, драма времён Юлия Цезаря «Римская пленница» (1961) с участием Розанны Подесты, костюмированные приключенческие экшны «Пленницы острова Дьявола» (1962) с Мишель Мерсье и «Венецианский палач» (1963) с Лексом Баркером, вестерн с Баркером «Виннету — вождь апачей» (1964), вестерн «Дуэль на Рио-Браво» (1964), приключенческие фильмы «Золото древних инков» (1965) и «Приключения на Тортуге» (1965), вестерны «Сын Джанго» (1967), «Смертельный выстрел» (1967), «Долгие дни ненависти» (1968) и «Преподобный Кольт» (1970).
В 1976 году Мэдисон вернулся в Голливуд, сыграв эпизодическую роль кинозвезды в семейной комедии «Вон Тон Тон — собака, которая спасла Голливуд», а затем появившись в роли второго плана в семейной комедии «Где Вилли?» (1978). Свою последнюю кинороль он сыграл в мексиканском детективе «Загадка Хьюза» (1979) с участием Бродерика Кроуфорда и Хосе Феррера. Уже после завершения кинокарьеры в 1988 году Мэдисон получил роль в телевестерне «Красная река», где его партнёрами были седовласые ветераны Джеймс Арнесс, Тай Хардин и Роберт Хортон. По мнению Шипмана, этот фильм «не шел ни в какое сравнение с классическим вестерном Говарда Хоукса 1948 года, на котором он был основан».

## Карьера на телевидении
За свою телевизионную карьеру, охватившую период с 1951 по 1988 год, Мэдисон сыграл в 19 телесериалах. Как отмечено в биографии актёра на сайте TCM, «его крепкое телосложение, сдержанный актёрский стиль и мужественная, типично американская внешность сослужили ему хорошую службу», когда в 1951 году Мэдисон получил заглавную роль в телесериале «Приключения Дикого Билла Хикока», повествующем о легендарном американском герое времён Гражданской войны, который позднее прославился своими приключениями в качестве наёмного стрелка, карточного игрока и скотовода, а также шерифа и маршала США. Сериал имел большой успех, всего вплоть до 1958 годов было выпущено 112 эпизодов, некоторые из которых были перемонтированы в полнометражные фильмы. Радиоверсия шоу транслировалась по каналу Mutual network в 1951—1956 годах.

## Актёрское амплуа и оценка творчества
Гая Мэдисона характеризуют как «красивого исполнителя главных ролей, который начал карьеру в кино, а затем стал звездой на телевидении и героем поколения бэби-бумеров». Мэдисон был «хорошо сложен и немного грубоват на вид, но, тем не менее, со своими волнистыми волосами и мальчишеской красотой он на короткое время стал кумиром поклонниц начала 1950-х годов». Студия, на которой он работал, описывала его как «одного из немногих не несущих угрозу исполнителей главных ролей послевоенного периода, со свежим лицом и на правильной стороне суровости».
В начале карьеры Мэдисона в 1946—1947 годах студия RKO Pictures «явно пыталась сделать из него кинозвезду». И хотя в этом качестве он не добился успеха, «у него была насыщенная 40-летняя карьера в вестернах». Несмотря на «изначальный непрофессионализм в актёрском мастерстве, Мэдисон постоянно рос как исполнитель, учась и работая в театре».
За свою карьеру Мэдисон снялся в 85 фильмах, помимо того, он работал на телевидении и радио. В конце 1940-х годов он нашёл свою нишу героя вестернов и экшн-фильмов, а в 1951—1958 годах сыграл на телевидении главную роль Джеймса Батлера Хикока в вестерн-сериале «Приключения Дикого Билла Хикока», что стало высшей точкой его актёрской карьеры. После завершения телесериала Мэдисон более десяти лет провёл в Европе, исполняя главные роли в недорогих вестернах и костюмированных приключенческих экшнах преимущественно в Италии и Германии. И хотя он продолжал работать до конца 1980-х годов, других крупных достижений у него не было.

## Личная жизнь
Гай Мэдисон был женат дважды. В 1949 году он женился на красивой и талантливой актрисе Гейл Расселл. Как пишет Шипман, Рассел «уже была алкоголичкой, когда они поженились, и если бы не это, её карьера могла бы сложиться гораздо успешнее, чем у него». В 1954 году брак закончился разводом. С 1954 по 1964 год Мэдисон был женат на актрисе Шиле Коннолли (англ.  Sheila Connolly). В этом браке родилось три дочери Бриджет, Долли и Эрин, однако он также закончился разводом. Кроме того, в 1967 году в Италии у Мэдисона родился сын Роберт Мэдисон, который также стал актёром.
Лучшим другом Мэдисона был актёр Рори Кэлхун, который стал «крёстным отцом» его старшей дочери Бриджет.
После ухода из шоу-бизнеса Мэдисон жил на собственном ранчо в долине Моронго, штат Калифорния.

## Смерть
Гай Мэдисон скончался 6 февраля 1996 года в возрасте 74 лет в хосписе «Дезерт Хоспитал» в Палм-Спрингс, Калифорния. Причиной его смерти стали осложнения, вызванные эмфиземой лёгких.

## Фильмография
| Год        |     | Русское название                              | Оригинальное название                    | Роль                                                       |
| ---------- | --- | --------------------------------------------- | ---------------------------------------- | ---------------------------------------------------------- |
| 1944       | ф   | С тех пор как вы ушли                         | Since You Went Away                      | Хэл Смит                                                   |
| 1946       | ф   | До конца времён                               | Till the End of Time                     | Клифф Харпер                                               |
| 1947       | ф   | Медовый месяц                                 | Honeymoon                                | капрал Фил Воэн                                            |
| 1948       | ф   | Техас, Бруклин и рай                          | Texas, Brooklyn & Heaven                 | Эдди Тейлоу                                                |
| 1949       | ф   | Смертельная река                              | Massacre River                           | Ларри Найт                                                 |
| 1951       | ф   | Барабаны глубокого юга                        | Drums in the Deep South                  | майор Уилл Деннинг                                         |
| 1951—1958  | с   | Приключения Дикого Билла Хикока               | Adventures of Wild Bill Hickok           | маршал США Джеймс Батлер «Дикий Билл Хикок» (112 эпизодов) |
| 1952       | ф   | Призрак каньона Кроссбоун                     | The Ghost of Crossbone Canyon            | маршал Джеймс Батлер «Дикий Билл Хикок»                    |
| 1952       | ф   | Красный снег                                  | Red Snow                                 | лейтенант Фил Джонсон                                      |
| 1953       | ф   | Погоня на реке Фетер                          | The Charge at Feather River              | Майлс Арчер                                                |
| 1954       | ф   | Капитан                                       | The Command                              | капитан Роберт Макклоу                                     |
| 1955       | ф   | Пятеро против казино                          | 5 Against the House                      | Эл Мерсер                                                  |
| 1955       | ф   | Последняя граница                             | The Last Frontier                        | капитан Гленн Риордан                                      |
| 1955 —1956 | с   | Телевизионный театр «Форда»                   | The Ford Television Theatre              | разные роли (2 эпизода)                                    |
| 1955—1957  | с   | Кульминация                                   | Climax!                                  | (2 эпизода)                                                |
| 1956       | ф   | Чудовище пещерной горы                        | The Beast of Hollow Mountain             | Джимми Райан                                               |
| 1956       | ф   | Хильда Крейн                                  | Hilda Crane                              | Расселл Бёрнс                                              |
| 1956       | ф   | На пороге космоса                             | On the Threshold of Space                | капитан Джим Холленбек                                     |
| 1956       | ф   | Расправа!                                     | Reprisal!                                | Фрэнк Мэдден                                               |
| 1957       | ф   | Крепыш                                        | The Hard Man                             | Стив Бёрден                                                |
| 1957       | кор | Ни один не умрёт                              | Not One Shall Die                        | Стефан Гросс                                               |
| 1957       | с   | Караван повозок                               | Wagon Train                              | Райли Грэттон (1 эпизод)                                   |
| 1958       | ф   | Кнут                                          | Bullwhip                                 | Стив Дэйли                                                 |
| 1958       | с   | Театр «Дженерал Электрик»                     | General Electric Theater                 | Адам Тенни (1 эпизод)                                      |
| 1959       | ф   | Перелёт через Атлантику                       | Jet Over the Atlantic                    | Ьретт Мёрфи                                                |
| 1959       | ф   | Римская пленница                              | La schiava di Roma                       | Марко Валерио                                              |
| 1959       | с   | Шоу Энн Сотерн                                | The Ann Sothern Show                     | (1 эпизод)                                                 |
| 1959       | с   | Шоу Рэда Скелтона                             | The Red Skelton Show                     | шкипер (1 эпизод)                                          |
| 1959       | с   | Театр звезд «Шлитца»                          | Schlitz Playhouse of Stars               | (1 эпизод)                                                 |
| 1960       | с   | Дни в Долине смерти                           | Death Valley Days                        | Люк Шорт (1 эпизод)                                        |
| 1961       | ф   | Меч завоевателя                               | Rosmunda e Alboino                       | Амалчи                                                     |
| 1961       | с   | Театр Зейна Грея                              | Zane Grey Theater                        | Джерико, федеральный агент (1 эпизод)                      |
| 1962       | ф   | Узницы острова Дьявола                        | Le prigioniere dell'isola del diavolo    | Анри Валлиер                                               |
| 1963       | ф   | Венецианский палач                            | Il boia di Venezia                       | Родриго Зено                                               |
| 1964       | ф   | Виннету — вождь апачей                        | Old Shatterhand                          | капитан Брэдли                                             |
| 1964       | ф   | Тайна острова головорезов                     | I misteri della giungla nera             | Сойадхана                                                  |
| 1964       | ф   | Сандокан спешит на помощь                     | Sandokan alla riscossa                   | Янез                                                       |
| 1964       | ф   | Сандокан против Леопарда из Саравака          | Sandokan contro il leopardo di Sarawak   | Янез                                                       |
| 1964       | ф   | Дуэль в Рио-Браво                             | Desafío en Río Bravo                     | Уайатт Эрп / Ларами                                        |
| 1964       | ф   | Ряженый мститель                              | Il vendicatore mascherato                | Массимо                                                    |
| 1965       | ф   | Приключения на Тортуге                        | L'avventuriero della Tortuga             | Альфонсо де Монтелимар                                     |
| 1965       | ф   | Золото древних инков                          | Das Vermächtnis des Inka                 | Ягуар / Карл Хансен                                        |
| 1966       | ф   | Пятеро для вендетты                           | I 5 della vendetta                       | Джон Латимор / Текс                                        |
| 1966       | ф   | Пропуск в ад                                  | Lasciapassare per l'inferno              |                                                            |
| 1967       | ф   | Сын Джанго                                    | Il figlio di Django                      | Отец Флеминг                                               |
| 1967       | ф   | Смертельный выстрел                           | Bang Bang Kid                            | Беар Баллок                                                |
| 1967       | ф   | Семь винчестеров для битвы                    | 7 winchester per un massacro             | полковник Томас Блейк                                      |
| 1967       | ф   | История Человека-дьявола                      | Devilman Story                           | Майк Харвэй                                                |
| 1967       | ф   | ЛСД — Ад за несколько долларов                | LSD - Inferno per pochi dollari          | Рекс Миллер                                                |
| 1968       | ф   | Невидимый супермен                            | L'invincibile Superman                   | профессор Вендланд Вонд                                    |
| 1968       | ф   | Ад в Нормандии                                | Testa di sbarco per otto implacabili     | капитан Джек Мёрфи                                         |
| 1968       | ф   | Долгие дни ненависти                          | I lunghi giorni dell'odio                | Мартин Бенсон                                              |
| 1969       | ф   | Десантники в аду                              | Comando al infierno                      | майор Картер                                               |
| 1969       | ф   | Место в аду                                   | Un posto all'inferno                     | майор Мэк Грейвс                                           |
| 1969       | ф   | Дьяволы войны                                 | I diavoli della guerra                   | капитан Джордж Винсент                                     |
| 1969       | ф   | Битва последнего танка                        | La battaglia dell'ultimo panzer          | Лофти                                                      |
| 1970       | ф   | Кольт преподобного                            | Reverendo Colt                           | преподобный Миллер                                         |
| 1972       | с   | Семья Смит                                    | The Smith Family                         | Энди Эллис (1 эпизод)                                      |
| 1974       | ф   | Шелкопряд                                     | Il baco da seta                          | Роберт                                                     |
| 1974       | ф   | Тихоокеанский канал                           | The Pacific Connection                   | старик                                                     |
| 1976       | ф   | Вон Тон Тон — собака, которая спасла Голливуд | Won Ton Ton: The Dog Who Saved Hollywood | звезда на съёмках                                          |
| 1978       | ф   | Где Вилли?                                    | Where's Willie?                          | Тони Флор                                                  |
| 1979       | с   | Остров фантазий                               | Fantasy Island                           | Брик Ховард (1 эпизод)                                     |
| 1979       | с   | Бунтари                                       | The Rebels                               | лейтенант Майо (в титрах не указан)                        |
| 1987 —1988 | с   | Арбалет                                       | Crossbow                                 | Герриш (3 эпизода)                                         |
| 1988       | тф  | Красная река                                  | Red River                                | Билли Микер, хозяин рачно                                  |